# Semantyka ogólna

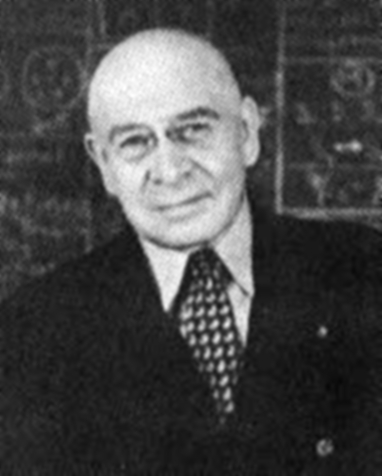
Alfred Korzybski (1879-1950)

Semantyka ogólna (ang. general semantics) – rozwijająca się od lat 20. XX wieku w USA koncepcja filozoficzno-socjologiczna dotycząca języka. Nie jest ściśle związana z semantyką logiczną ani semantyką językoznawczą jako współczesnymi dyscyplinami akademickimi. W świetle szeroko przyjętej terminologii Charlesa W. Morrisa bliższa jest zresztą pragmatyce. Głównym problemem semantyki generalnej jest bowiem ulepszenie stosunków międzyludzkich przez ulepszenie języka, a inne jej problemy i metody wiążą się głównie z socjologią, psychologią i psychoterapią. Inicjatorem semantyki ogólnej był działający w okresie międzywojennym Alfred Korzybski. W następnych dziesięcioleciach rozwijali ją jego uczniowie, do których należeli S.I. Hayakawa, Stuart Chase i Wendell Johnson.

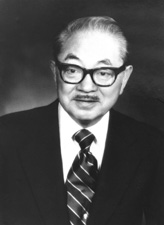
S.I. Hayakawa (1906-1992)

Semantykę ogólną interesował przede wszystkim wpływ języka na świadomość ludzką oraz możliwość przekształcenia tego wpływu. Uzdrowienie języka jako czynnika silnie wpływającego na ludzką aktywność może stać się według semantyki generalnej środkiem naprawy świata. Błędy obciążające język i negatywnie wpływające na społeczeństwo to np. nieprecyzyjność, skłonność do nadmiernej abstrakcji, niejasność, podatność na manipulacje. 
Semantyka ogólna nie jest przy tym jedynie teoretycznym opisem relacji między językiem a społeczeństwem i kulturą (jako teoria jest zresztą zbliżona do hipotezy Sapira-Whorfa), ale zakłada możliwość rzeczywistej zmiany kultury i społeczeństwa za pomocą zmiany języka. Na płaszczyźnie politycznej negatywny wpływ języka na społeczeństwo widoczny jest według semantyki ogólnej zwłaszcza w totalitaryzmie i wykształconym przez totalitaryzm specyficznym języku. Dlatego też znaczna część prac teoretyków tego kierunku dotyczy propagandy i popełnianych przez nią językowych nadużyć. Z tych powodów semantyka ogólna stanowi jeden z nurtów krytyki języka.
Rozwój semantyki ogólnej wspiera założony przez Alfreda Korzybskiego Instytut Semantyki Ogólnej.